# Glucosil-DNA beta-glucosiltransferase
La glucosil-DNA beta-glucosiltransferase è un enzima appartenente alla classe delle transferasi, che catalizza la seguente reazione:
Trasferisce un residuo β-D-glucosilico dall'UDP-glucosio a un residuo di glucosilidrossimetilcitosina nel DNA